# 长梗杧果
长梗杧果（学名：Mangifera laurina）为漆树科杧果属下的一个种。分布在越南、菲律宾、马来西亚、孟加拉、缅甸、印度尼西亚、尼泊尔以及中国大陆的云南等地，生长于海拔300米的地区。
其种加词“Longipes”意为“长梗的”，“长柄的”。